# Фюрстенберг, Мориц Генрих
Мориц Генрих Фюрстенберг (нем. Moritz Heinrich Fürstenberg; 1818—1872) — немецкий ветеринар-паразитолог, физиолог и патолог; почётный доктор медицины.

## Биография
Мориц Фюрстенберг родился 15 мая 1818 года в городе Берлине. Слушал лекции в университете родного города, потом в ветеринарном училище немецкой столицы (1843), где и получил степень ветеринарного врача I степени; затем занялся химическими изысканиями под руководством Эйльхарда Митчерлиха. 
Научные работы М. Г. Фюрстенберга касаются преимущественно болезней домашних животных и паразитов связанных с ними, а также анатомии и физиологии крупного и мелкого рогатого скота. 
За большие заслуги, в особенности по изучению паразитов домашних животных, Мориц Генрих Фюрстенберг в 1865 году был удостоен медицинским факультетом Грейфсвальдского университета степени почетного доктора медицины. 
Среди многочисленных трудов Фюрстенберга наиболее известны следующие: «Ueber die Entstehung und Zusamensetzung der Steine und Concremente im Körper der Haussäugethiere» («Magazin für ges. Thierheilkunde», 1844); «Uebertragung des Markschwammes v. Rinde auf den Menschen» («Mag. etc.», 1862); «Die acute Fettdegeneration der neugeborenen Hausthiere» («Virchow’s Arch.», 1864); «Die Krätzmilben des Menschen und Thiere» (Лейпциг, 1862; собрана вся литература по чесотке, появившаяся до его времени, и анатомическое описание всех паразитов, вызывающих эту болезнь); «Die Drehkrankheit der Schaafe» («Ann. d. Landw.», т. 62); «Untersuchungen über den Einfluss der Fütterung trichineuhaltigen Fleisches bei Hausthieren» («Magazin etc.», 1865); «Die Miescher’schen Schläuche» («Mitth. naturw. Ver.Vorpommern», 1869); «Ueber einige Zellen mit verdickten Wänden im Thierkörper» (Müllers «Arch. f. Anat. u. Physiol.», 1857); «Die Bildung des Fettes im Thierkörpes» («Landw. Zeit. u. Wochenschr. f. Thierheilk.», 1867); «Die Milchdrüsen der Kuh» (Лейпциг, 1868); «Anatomie und Physiologie des Rindes» (Берлин, 1872; оконченное Лейзерингом сочинение, содержащее исключительно собственные наблюдения учёного). Кроме того, Фюрстенберг напечатал большое число статей по практической зоотерапии.
Мориц Генрих Фюрстенберг умер 13 сентября 1872 года в Грайфсвальде.